# Zajmovo
Zajm en albanais et Zajmovo en serbe latin (en serbe cyrillique : Зајмово) est une localité du Kosovo située dans la commune/municipalité de Klinë/Klina et dans le district de Pejë/Peć. Selon le recensement kosovar de 2011, elle compte 1 267 habitants.

## Démographie

### Évolution historique de la population dans la localité
| 1948 | 1953 | 1961 | 1971 | 1981 | 1991  | 2011  |
| ---- | ---- | ---- | ---- | ---- | ----- | ----- |
| 292  | 317  | 391  | 545  | 904  | 1 009 | 1 267 |

|  |

### Répartition de la population par nationalités (2011)
En 2011, les Albanais représentaient 99,37 % de la population.